# Старооскольский 128-й пехотный полк
128-й пехотный Старооскольский полк — пехотная воинская часть Русской императорской армии.
Полковой праздник — 6 декабря.
Старшинство по состоянию на 1914: 14 февраля 1831 года.

## История полка
Полк составился в 1863 году из 4-го кадрового и резервных 5-го и 6-го батальонов Люблинского пехотного полка как Люблинский резервный пехотный полк. Каждый из этих батальонов до 1884 имел собственную историю, старшинство и знаки отличия.
К августу 1863 полк приведен в трехбатальонный состав. С 13 августа 1863 — Старооскольский пехотный полк.
С 25 марта 1864 — 128-й Старооскольский пехотный полк. В 1879 году сформирован 4-й батальон полка.
18 марта 1884 всем батальонам полка присвоено старшинство от даты формирования Люблинского пехотного полка, как части, сформированной из его половины. Тогда же переписана и история части, ставшей таким образом до 1863 года копией истории Люблинского пехотного полка, одновременно с этим уничтожалась история и изменялись знаки отличия батальонов, входивших в состав полка
Расформирован в январе 1918 года.
Боевые Кампании полка (с 1863 года) 
- Русско-турецкая война 1877—1878
- Первая мировая война

## 1-й батальон полка
1-м батальоном полка с 1863 года стал 4-й батальон Люблинского пехотного полка

история батальона
батальон сформирован 9 февраля 1834 как 4-й действующий батальон Люблинского Егерского полка

примеч.батальону установлено старшинство 1731 года, как сформированному из чинов тогдашнего 2-го батальона Люблинского полка(расформирован в декабре 1845),

имевшего это старшинство(получил в бытность 3-м батальоном Минского полка, от полков Закамской милиции)

11 апреля 1834 пожаловано простое знамя без надписи

20 июня 1838 к знамени батальона пожалована юбилейная лента

примеч. лента эта накладывалась на все знамёна, бывшие в батальоне. в 1884 была сдана в арсенал

25 декабря 1849 батальону пожалован Гренадерский бой (за отличие в Венгерском походе), впоследствии — поход за военное отличие

30 августа 1856 пожаловано георгиевское знамя с надписью «За Севастополь в 1854 и 1855 годах»

30 августа 1859 пожаловано георгиевское знамя с надписью «За переправу через Дунай 11 Марта 1854 и за Севастополь в 1854 и 1855 годах»

примеч. это знамя с 1884 стало полковым знаменем 128-го Старооскольского полка
 
6 апреля 1863 перечислен в новый Люблинский резервный полк, составив его 1-й батальон

17 апреля 1878 пожалованы знаки нагрудные для офицеров и головные для нижних чинов с надписью: «За отличие в турецкую войну 1877 и 1878 годах»

приказом от 18 марта 1884 старшинство батальона упразднено и юбилейная лента сдана в арсенал
Боевые Кампании Батальона до 1884

Венгерский поход 1849 года

Крымская война

Русско-турецкая война 1877—1878
знаки отличия батальона на 1884
- георгиевское знамя с надписью «За переправу через Дунай 11 Марта 1854 и за Севастополь в 1854 и 1855 годах» с юбилейной александровской лентой
- знаки нагрудные для офицеров и головные для нижних чинов с надписью: «За отличие в турецкую войну 1877 и 1878 годах»
- поход за военное отличие

## 2-й батальон полка
2-м батальоном полка с 1863 года стал 5-й батальон Люблинского пехотного полка
история батальона

батальон сформирован 30 апреля 1802 года как 3-й батальон Белевского мушкетерского полка

примеч.батальону установлено старшинство 1763 года, как сформированному из чинов 1го и 2го батальонов Белевского полка, имевшего это старшинство

при сформировании батальону выдано два простых знамени, из числа пожалованных Мушкетерскому Генерал-Майора Мансурова 1-го полку 1 февраля 1799 

в 1804 вместе с полком переведен на Кавказ

21 августа 1814 в батальоне оставлено 1 знамя

в 1819 батальон в кадровом составе со своим знаменем вместе с полком убыл с Кавказа.

примеч. При этом Белевский полк приказом Ермолова переименован в Мингрельский(впрочем на изменения старшинство батальонов, сохранивших знамёна это не распространялось)

поэтому в 1819—1825 батальон носил именование батальона Мингрельского пехотного полка

это переименование Высочайше отменено 11 мая 1825 и полк стал снова называться Белевским

28 января 1824 пожаловано новое простое знамя без надписи

9 мая 1830 назван 3-м резервным батальоном Белевского пехотного полка 

16 февраля 1831 батальон отчислен на сформирование Люблинского пехотного полка, составив его 3-й резервный батальон

примеч.при этом батальон сохранил знамя пожалованное в 1824

28 января 1833 назван 4-м резервным батальоном Люблинского Егерского полка

9 февраля 1834 стал 5-м резервным батальоном Люблинского Егерского полка

23 августа 1856 все чины батальона уволены в бессрочный отпуск

летом 1863 вновь собран из бессрочно-отпускных и рекрут как 2-й батальон Люблинского резервного полка, вскоре ставшего Старооскольским пехотным полком

17 апреля 1878 пожалованы знаки нагрудные для офицеров и головные для нижних чинов с надписью: «За отличие в турецкую войну 1877 и 1878 годах»

приказом от 18 марта 1884 старшинство батальона упразднено и юбилейная лента сдана в арсенал
Боевые Кампании Батальона до 1884

Русско-турецкая война (1806—1812)

покорение Кавказа в 1804—1819.

Крымская война

Русско-турецкая война 1877—1878
знаки отличия батальона на 1884
- юбилейное простое знамя с юбилейной александровской лентой «1763-1863»
- знаки нагрудные для офицеров и головные для нижних чинов с надписью: «За отличие в турецкую войну 1877 и 1878 годах»

## 3-й батальон полка
3-м батальоном полка с 1863 года стал 6-й батальон Люблинского пехотного полка
история батальона
30 августа 1834 сформирован как запасной полубатальон № 59 Люблинского Егерского полка

примеч.батальону при этом установлено старшинство 1763 года, как сформированному из чинов резервного батальона Люблинского полка(см историю 2-го батальона) 

20 января 1842 запасной полубатальон № 59 переформирован в 6-й запасной батальон Люблинского Егерского полка

10 марта 1854 стал 6-м резервным батальоном Люблинского Егерского полка

23 августа 1856 все чины батальона уволены в бессрочный отпуск

30 августа 1856 батальону пожаловано георгиевское знамя с надписью «За Севастополь в 1854 и 1855 годах»

примеч.до этого в батальоне было простое знамя без надписи

летом 1863 вновь собран из бессрочно-отпускных и рекрут как 3-й батальон Люблинского резервного полка, вскоре ставшего Старооскольским пехотным полком

21 сентября 1865 в честь столетнего юбилея батальону пожаловано юбилейное георгиевское знамя с надписью «За Севастополь в 1854 и 1855 годах» с юбилейной лентой «1763-1863»
17 апреля 1878 пожалованы знаки нагрудные для офицеров и головные для нижних чинов с надписью: «За отличие в турецкую войну 1877 и 1878 годах»

приказом от 18 марта 1884 старшинство батальона упразднено и юбилейная лента сдана в арсенал
Боевые Кампании Батальона до 1884

Крымская война

Русско-турецкая война 1877—1878
знаки отличия батальона на 1884
- юбилейное простое знамя с юбилейной александровской лентой «1763-1863»
- знаки нагрудные для офицеров и головные для нижних чинов с надписью: «За отличие в турецкую войну 1877 и 1878 годах»

## 4-й батальон полка
история батальона

сформирован 7 апреля 1879 из стрелковых рот 1-го,2-го и 3-го батальонов

при сформировании батальону выдано простое знамя 8-го запасного батальона Люблинского Егерского полка

примеч.8-й запасной батальон Люблинского Егерского полка был сформирован 10 марта 1854, в том же году ему было выдано простое знамя без надписи

приказом от 23 августа 1856 года 8-й батальон был расформирован

Боевые Кампании Батальона до 1884

не участвовал
знаки отличия батальона на 1884
- простое знамя без надписи
- знаки нагрудные для офицеров и головные для нижних чинов с надписью: «За отличие в турецкую войну 1877 и 1878 годах»

## Командиры полка
- 21.04.1863 — 09.06.1865 — полковник Конюшевский, Иван Казимирович
- 09.06.1865 — 19.10.1869 — полковник Тарасевич, Александр Киприанович
- 23.10.1869 — после 15.03.1872 — полковник Защук, Александр Осипович
- 20.05.1872 — 07.02.1875 — полковник Больдт, Константин Егорович
- 07.02.1875 — хх.хх.1878 — полковник Маркозов, Василий Иванович
- 02.02.1878 — 20.12.1892 — полковник Каменоградский, Павел Александрович
- 04.01.1893 — 26.01.1898 — полковник Полторжицкий, Иосиф Сулейманович
- 26.01.1898 — 31.03.1903 — полковник Глинский, Иосиф Алоизиевич
- 25.04.1903 — 05.08.1904 — полковник Артемьев, Василий Васильевич
- 20.08.1904 — 09.02.1905 — полковник Крайский, Конрад Антонович
- 09.02.1905 — 20.05.1909 — полковник Махатадзе, Борис Александрович
- 12.08.1909 — 22.01.1915 — полковник (с 14.11.1914 генерал-майор) Товянский, Антон Иосифович
- 08.02.1915 — 17.12.1915 — полковник Герштенцвейг, Михаил Каэтанович
- xx.12.1915 — 04.06.1916[2] — полковник Лурье, Михаил Васильевич
- 16.06.1916 — 13.05.1917 — полковник Свечников, Александр Александрович
- 13.05.1917 — 07.10.1917 — командующий подполковник Бычинский, Анатолий Иванович
- 28.10.1917 — хх.хх.хххх — полковник Дедьюков, Василий Саввич

## Знаки отличия полка к 1914
- георгиевское знамя с надписью «За переправу через Дунай 11 Марта 1854 и за Севастополь в 1854 и 1855 годах» (пожалованное 1-му батальону полка)
- знаки нагрудные для офицеров и головные для нижних чинов с надписью: «За отличие в турецкую войну 1877 и 1878 годах» (во всем полку)
- поход за военное отличие (в 1-м батальоне полка)

## Другие части этого имени

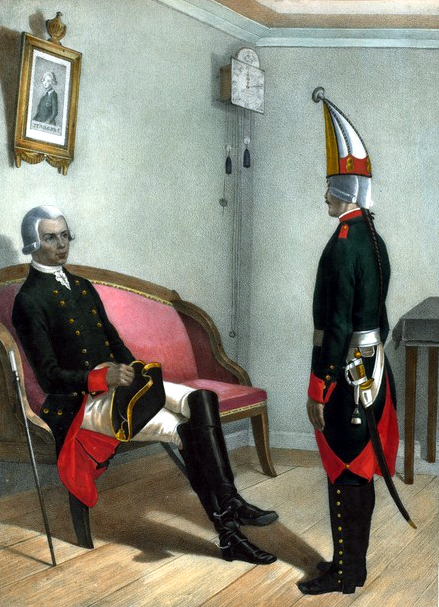
Штаб-офицер и Гренадер Старооскольского Мушкетерского полка. 1797—1801 гг.

- Старооскольский (старый) пехотный полк Существовал в 1763—1833. 18 марта 1884 его история и старшинство присвоено Новоторжскому пехотному полку (сформ. в 1863)
- Старооскольская инвалидная команда корпуса Внутренней Стражи. Сформирована 27 апреля 1811 г., упразднена в 1881, именуясь Старооскольской местной командой

## Память
- В Старом Осколе в 2012 году центральная улица Северо-Восточного района была названа в честь Старооскольского полка.